# Stephan Brunner
Stephan Lars Andreas Brunner Neibig (28 de febrero de 1961) es un político y economista costarricense de ascendencia alemana, primer vicepresidente de Costa Rica, entre el cargo el 8 de mayo de 2022 y el 30 de julio de 2025.
Brunner es bachiller universitario en economía cultural por la Universidad de Kiel, tiene una maestría en artes en economía de Universidad de Indiana Bloomington, y un doctorado en economía de la Universidad de Kiel.